# Stönjasjön
Stönjasjön är en sjö i Ljungby kommun i Småland och ingår i Lagans huvudavrinningsområde. Sjön är 1,3 meter djup, har en yta på 0,591 kvadratkilometer och befinner sig 160 meter över havet. Vid provfiske har abborre och gädda fångats i sjön.

## Delavrinningsområde
Stönjasjön ingår i det delavrinningsområde (629194-135586) som SMHI kallar för Utloppet av Ljushultasjön. Medelhöjden är 164 meter över havet och ytan är 51,8 kvadratkilometer. Räknas de 3 avrinningsområdena uppströms in blir den ackumulerade arean 108,23 kvadratkilometer. Krokån som avvattnar avrinningsområdet har biflödesordning 2, vilket innebär att vattnet flödar genom totalt 2 vattendrag innan det når havet efter 68 kilometer. Avrinningsområdet består mestadels av skog (37 %), jordbruk (10 %) och sankmarker (42 %). Avrinningsområdet har 1,32 kvadratkilometer vattenytor vilket ger det en sjöprocent på 2,5 %.